# فرودگاه هری ویلیمز مموریال
فرودگاه هری ویلیمز مموریال (به انگلیسی: Harry P. Williams Memorial Airport) یک فرودگاه همگانی با کد یاتا PTN است که یک باند فرود آسفالت دارد و طول باند آن ۱۶۴۶ متر است. این فرودگاه در کشور ایالات متحده آمریکا قرار دارد و در ارتفاع ۳ متری از سطح دریا واقع شده‌است.